# Marie Perrier (peintre)
Pour les articles homonymes, voir Perrier.
Marie Perrier, née le 27 février 1864 à Paris et morte le 18 avril 1941 à Issy-les-Moulineaux, est une peintre française.

## Biographie
Marie Perrier est la fille de Pierre Perrier (1830-1897), inspecteur aux messageries impériales et d'Augustine Martinon.
Élève de Jules Lefebvre, de Jean-Joseph Benjamin-Constant et de Jean-Paul Laurens, elle expose au Salon de 1880 à 1905.
Elle habite chez ses parents, au no 2 de la rue Pigalle. Son père meurt en 1897 et sa mère en 1918.
En 1899, elle remporte le prix Marie-Bashkirtseff après avoir obtenu une mention honorable pour son œuvre Déjeuner à l'école primaire communale.
Elle meurt célibataire à l'âge de 77 ans à son domicile d'Issy-les-Moulineaux. Elle est inhumée le 21 avril 1941 au cimetière du Père-Lachaise.

## Participation aux Salons parisiens
Liste arrêtée en 1914 :
- Portrait de Mlle V., au Salon de 1880
- Chanteur vénitien, au Salon de 1887, aquarelle
- Alaska, au Salon de 1888, aquarelle
- Une Finnoise, portrait de Mlle Hanna R., au Salon de 1888, fusain
- La reine Tahoser, au Salon de 1889
- Portrait de Mme A. P., au Salon de 1889, pastel
- Portrait de Mme Colin-Libour, au Salon de 1890, pastel
- Portrait de Mme A. P…, au Salon de 1891
- Portrait de Mlle P. D., au Salon de 1893, pastel
- Patricienne, au Salon de 1893, pastel
- Portrait de M. P. P., au Salon de 1893
- Age d'or, au Salon de 1894
- Portrait de Mlle S. P., au Salon de 1894
- Éveil, au Salon de 1895
- Jeanne d'Arc, au Salon de 1896
- Portrait, au Salon de 1897
- Parisienne de Montmartre, au Salon de 1898
- Étude ; dessin	1899
- Le déjeuner à l'école primaire communale ; cantine scolaire de la ville de Paris, au Salon de 1899
- L'aïeule, au Salon de 1900
- Ruines du château de Clisson : / 1. La cour d’honneur. / 2. La chapelle. / 3. Les fossés. / 4. Les cuisines. / 5. Le donjon. / 6. Porte du palais Gallien, à Bordeaux, au Salon de 1900
- Études et croquis d'enfants, au Salon de 1901, six dessins
- Études et portraits, au Salon de 1901, dessins
- Le travail manuel à l'école maternelle : les fleurs, au Salon de 1901
- Neuf dessins et pastels : / Portrait de Mme A. P... / Quatre portraits d’enfants et quatre études de ruines romaines (Intérieur des arènes de Nîmes), au Salon de 1902
- Récréation des enfants à l’école maternelle, au Salon de 1902
- Après l’école à Montmartre, au Salon de 1903
- Études d’enfant (petite Hélène), au Salon de 1903, pastel
- Portrait de Mme Ad. L. R., au Salon de 1903, pastel
- Portrait de Jean D., au Salon de 1904, pastel
- Portrait de Mme G. L…, au Salon de 1904
- Rêverie, au Salon de 1905
- Trio d'amies, au Salon de 1905, pastel